# Ivan Gašparovič

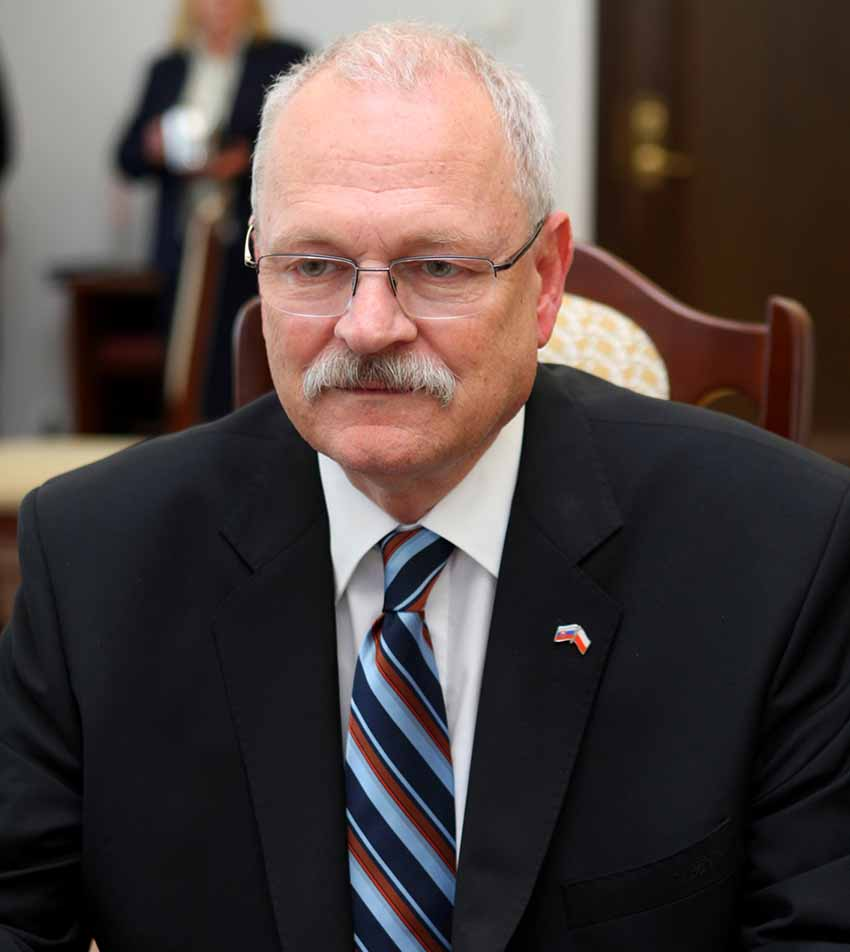
Ivan Gašparovič (2008)

Ivan Gašparovič [ˈivan ˈgaʃparɔvitʃ] (* 27. März 1941 in Poltár, Slowakische Republik 1939–1945) ist ein ehemaliger slowakischer Politiker. Er war Generalstaatsanwalt der Tschechoslowakei (1990–1992), slowakischer Parlamentspräsident (1992–1998) und der dritte Staatspräsident der Slowakei (2004–2014). 
Gašparovič war ein führendes Mitglied der Partei HZDS (1992–2002) und galt als einer der engsten Vertrauten des autoritär agierenden Parteivorsitzenden Vladimír Mečiar. Nach seinem Austritt aus der HZDS wurde er Vorsitzender der von ihm gegründeten HZD (2002–2004) und, obwohl seine Partei nie eine relevante politische Rolle spielte, zweimal zum Präsidenten gewählt.

## Biographie
Ivan Gašparovičs Vater Vladimir Gašparović war im Ersten Weltkrieg aus Kroatien in die Slowakei gekommen und arbeitete als Lehrer an einer Oberschule in Bratislava.
Gašparovič studierte von 1959 bis 1964 Jura an der Comenius-Universität Bratislava und lehrte dann von 1968 bis 1990 an dieser Universität. Von Juli 1990 bis März 1992 war er tschechoslowakischer Generalstaatsanwalt. Ab Sommer 1992 war er führendes Mitglied der Partei HZDS von Vladimír Mečiar und für diese in den Jahren von 1992 bis 1998 Parlamentspräsident, von Juli bis Oktober 1998 auch amtierender Staatspräsident (zusammen mit Vladimír Mečiar).
Gašparovič galt als engster Vertrauter von Mečiar, dem er auch in den schwierigsten Situationen die Treue hielt. Als er im Juli 2002 nicht mehr für die Parlamentswahlen aufgestellt werden sollte, verließ er unter Protest die HZDS und gründete eine eigene Partei, die „Hnutie za demokraciu“ (Bewegung für Demokratie, HZD), die bei den Parlamentswahlen allerdings nur auf 3,28 % kam und damit nicht ins Parlament gelangte.
2004 trat Gašparovič bei den Präsidentschaftswahlen an, erreichte am 3. April 2004 im ersten Wahlgang 22,28 % und belegte damit überraschend den zweiten Platz hinter Vladimír Mečiar. Die Stichwahl vom 17. April 2004 gewann er mit 59,91 % der Stimmen und trat das Amt am 15. Juni 2004 an.
Bei der Präsidentschaftswahl am 21. März 2009 erreichte Gašparovič 46,7 % der abgegebenen Stimmen, verfehlte damit aber die absolute Mehrheit. Bei einer Stichwahl am 4. April 2009 trat Gašparovič dann gegen die ehemalige christdemokratische Sozialministerin Iveta Radičová an, die bei der Wahl am 21. März 2009 38,0 % der Stimmen auf sich vereinigen konnte. Er hat in der Stichwahl 55,53 % der Stimmen gewonnen und blieb damit im Amt.
2012 erhielt er von der Universität Tokio einen Ehrendoktortitel verliehen.
Bei der Präsidentschaftswahl 2014 konnte Gašparovič nicht erneut kandidieren, da er nach der slowakischen Verfassung nur zwei aufeinanderfolgende Amtszeiten als Präsident amtieren durfte. Am 15. Juni 2014 trat Andrej Kiska als sein Nachfolger das Amt des Präsidenten an.